# Filmes de 1962 da Allied Artists Pictures

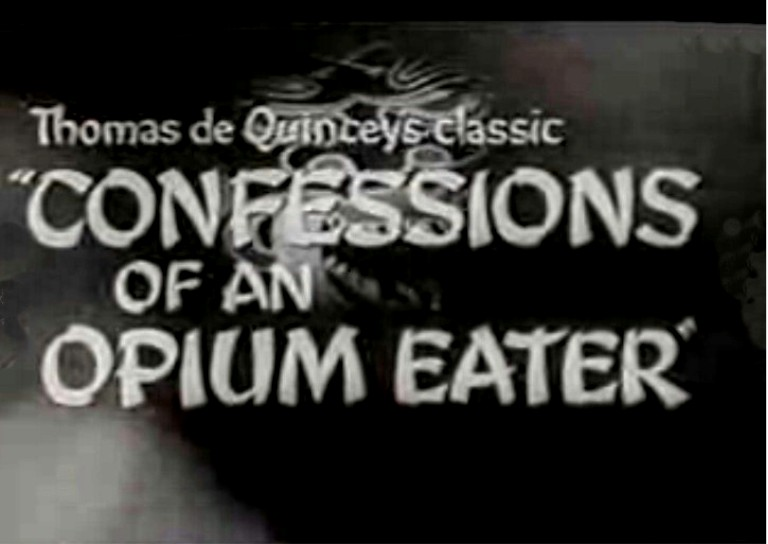
Abertura de Confessions of an Opium Eater, baseado no romance autobiográfico de Thomas De Quincey.

## Filmes do ano
| Título Original               | Título no Brasil           | Estrelado por    | Dirigido por                   | Gênero     |
| ----------------------------- | -------------------------- | ---------------- | ------------------------------ | ---------- |
| The Bashful Elephant          | O Circo e o Elefante       | Molly Mack       | Dorrell McGowan Stuart McGowan | Aventura   |
| The Big Wave                  | A Vida por Um Desejo       | Sessue Hayakawa  | Tad Danielewski                | Drama      |
| Billy Budd                    | O Vingador dos Mares       | Robert Ryan      | Peter Ustinov                  | Aventura   |
| Confessions of an Opium Eater | Vício Que Mata             | Vincent Price    | Albert Zugsmith                | Drama      |
| Convicts 4                    | A Morte Caminha a Meu Lado | Ben Gazzara      | Millard Kaufman                | Drama      |
| The Frightened City           | Até o Último Gângster      | Herbert Lom      | John Lemont                    | Policial   |
| Hands of a Stranger           | Mãos Criminosas            | James Stapleton  | Newton Arnold                  | Terror     |
| Hitler                        | Cinzas sem Glória          | Richard Basehart | Stuart Heisler                 | Drama      |
| Night Encounter               | A Noite dos Espiões        | Robert Hossein   | Robert Hossein                 | Espionagem |
| Payroll                       | Prepare-se para Matar      | Michael Craig    | Sidney Hayers                  | Policial   |
| Rider on a Dead Horse         | Matar para Viver           | John Vivyan      | Herbert Strock                 | Faroeste   |

## Premiações do Oscar
| Filme      | Categoria                             | Situação |
| ---------- | ------------------------------------- | -------- |
| Billy Budd | Melhor Ator Coadjuvante Terence Stamp | Indicado |